# Emil Krebs
Emil Krebs (Silesia, * 15 de noviembre de 1867 - Berlín, 31 de marzo de 1930), fue un sinólogo alemán, además de reconocido políglota ya que dominaba 68 idiomas en el habla y la escritura y había estudiado otros 120.

## Biografía
Nació en Świebodzice o en castellano Friburgo en Silesia, en la provincia homónima de Silesia, Alemania (Actualmente Świebodzice, se sitúa Polonia), el 15 de noviembre de 1867. Emil Krebs fue hijo de un carpintero llamado Gottlob Krebs y de su esposa Pauline Scholz. En 1870 se mudó junto con sus padres a Esdorf, donde asistió a la escuela primaria. Krebs empezó a aprender idiomas cuando tenía 7 años. Encontró una revista escrita en idioma que no entendía, su profesor le explicó que la revista venía de Francia y en broma le entregó un diccionario francés-alemán. De 1878 a 1880 asistió a la Realschule de Freiburg (escuela secundaria), y de 1880  a 1887 estudió en el Gymnasium en Schweidnitz (Swidnica), donde aprendió francés, latín, hebreo y griego clásico. Cuando terminó el bachillerato en el año 1887 ya hablaba 12 idiomas (por ejemplo griego, turco,árabe, polaco). Estudió un semestre de teología en la Universidad de Breslau (Wroclaw), después empezó a estudiar Derecho en la Universidad de Berlín. Encontró un anuncio para el estudio de idiomas orientales y se dedicó a aprender algunos idiomas asiáticos. Aprobó el examen de Derecho y empezó su carrera cómo diplomático. En el año 1893 viajó al Lejano Oriente, se desempeñó como traductor en Pekín. Durante todo el viaje Krebs se dedicó a estudiar lenguas extranjeras.  Estando en China hablaba ya 40 idiomas. Los chinos le llamaban "el hombre diccionario". En el año 1914 ya hablaba muy bien 33 idiomas: árabe, chino, búlgaro, croata, checo, danés, latín, finlandés, griego, georgiano, francés, hindi, español, holandés, japonés, javanés, lituano, malayo, armenio, polaco, persa, ruso, rumano, turco, urdu, italiano, húngaro, sueco, inglés. 
En el año 1917 Emil Krebs empezó a trabajar en la Oficina de Relaciones Exteriores.
Los empleados recibían una bonificación por el conocimiento de idiomas. Krebs ya hablaba 60 idiomas y aunque al principio lo trataron de estafador, tras demostrar su habilidad finalmente recibió la bonificación extra. 
En 1913 se casó, su esposa fue muy indulgente con él, porque a menudo se encerraba en su habitación para aprender más idiomas. Estudiaba las lenguas buscando sus similitudes. En el año 1919 Krebs editó un tratado estatal para el gobierno de Yugoslavia. Murió el 31 de marzo de 1930 debido a una apoplejía, sabiendo hablar 68 idiomas fluídamente, en total había estudiado 120. 
Fue enterrado en el Suedwest-Friedhof de Berlín. Después de su muerte, su biblioteca con más de 3.500 títulos, fue trasladada a la Biblioteca del Congreso de los Estados Unidos. Emil Krebs fue conocido por sentir aversión a que le tomaran fotografías.

## Estudio científico del cerebro
Después de la muerte de Krebs el Instituto de Investigación de Berlín recibió, el cerebro del políglota, para su estudio. En 2004 Amunts, Schleicher y Zilles publicaron un estudio del cerebro de Krebs, que está incluido en las colecciones de la Universidad de Dusseldorf. El análisis del área de Broca reveló cambios citoarquitectónicos en las regiones 44, 45 y asimetrías entre hemisferios. 

## Legado
La biblioteca privada de Emil Krebs, que contiene 3.500 libros traducidos a 120 lenguas, está ubicada en la Biblioteca del Congreso de Estados Unidos, en Washington.